# Liang Wenfeng
Liang Wenfeng (kinesiska: 梁文锋), född 1985 i Zhanjiang i provinsen Guangdong i Kina, är en kinesisk entreprenör, som är medgrundare av hedgefonden High-Flyer samt grundare av och chef för AI-företaget Deepseek.
Liang Wenfeng växte upp i Zhanjiang där hans föräldrar båda var grundskolelärare.
Liang Wenfeng utbildade sig i datavetenskap på Zhejianguniversitetet. Han tog en kandidatexamen 2007 och en magisterexamen. Efter examen flyttade Liang Wangfen till Chengdu i provinsen Sichuan, där han experimenterade med att applicera AI inom olika områden. Det fungerade dåligt, tills han tillämpade AI för finansmarknader.
År 2013 grundade Liang Wangfen och studiekamraten Xu Jin Hangzhou Yakebi Investment Management Co Ltd för integrera AI i algoritmstyrd aktiehandel. År 2016 grundade de tillsammans med Zheng Dawei hedgefonden High-Flyer, ett finansföretag som använder sig av matematik och AI för att göra investeringar. De använde egenutvecklade aktiehandelsalgoritmer för att välja aktier och säkra investeringsrisker. Företaget växte snabbt genom att producera högre avkastning än genomsnittligt på börsen.
Under 2021 började Liang Wangfen inköpa tusentals Nvidia GPU-mikroprocessorer för ett eget AI-projekt med en superdator och djupinlärning, vid sidan av engagemanget i High-Flyer. Detta ledde i maj 2023 till att High-Flyer övertog projektet för att utveckla generell allmän intelligens i det nystartade dotterbolaget Deepseek, som i januari 2025 lanserade en digital textrobot som omedelbart väckte stor uppmärksamhet.